# Джеймс Гіббс
Джеймс Гіббс (англ. James Gibbs; 1682—5 серпня 1754) — був одним з найвпливовіших британських архітекторів, творчість якого охоплювала перехід між англійським бароко та георгіанською архітектурою, з сильним впливом палладіанства.

## Біографія
Народився у 1682 році у Шотландії. Після закінчення коледжу здійснив подорож по Європі, відвідавши Фландрію, Францію, Німеччину і Швейцарію. У 1703 році вступив до шотландського коледжу в Римі з наміром отримати «спеціальність» католицького священника. Проте вже в наступному році Гіббс залишає коледж і вступив до студії архітектора бароко Карло Фонтани, де навчався до 1709 р.
У 1710 Гіббс повернувся до Лондона. Головним напрямком в англійській архітектурі того часу було палладіанство. Через низку обставин (він був католиком та торі) Гіббс залишався осторонь від цієї течії, загалом і в цілому, хоча і запозичив з його стилістики окремі елементи. Найбільший вплив на творчість Гіббса надали роботи Крістофера Рена, який підтримував Гіббса на ранніх етапах його кар'єри. Творчо переробивши досягнення вітчизняної та зарубіжної архітектури, Гіббс виробив свій власний, індивідуальний стиль.
У 1714-17 рр. Гіббс виконав своє перше велике замовлення — церкву Сент-Мері ле Стренд у Вестмінстері.
У 1722-26 рр. Гіббс створює один з найзначніших творів — церкву Сент-Мартін-ін-зе-Філдс на Трафальгарській площі в Лондоні. Початковий проєкт храму, що передбачав зведення круглої в плані будівлі, був відкинутий, і зодчий був змушений звести прямокутну церкву. У Сент-Мартін-ін-зе-Філдз простежується вплив Крістофера Рена, водночас у Гіббса, на відміну від Рена, дзвіниця не виділена в окрему споруду, але становить з будівлею церкви єдине ціле. Попри те що це нововведення різко критикували сучасники, церква Сент-Мартін-ін-зе-Філдс стала зразком для численних англіканських церков як у самій Англії, так і за її межами.
У 1737-49 рр. Гіббс звів свою найбільшу споруду — як за масштабом, так і за художніми якостями. Строга і монументальна бібліотека Редкліффа в Оксфорді займає, безперечно, одне з перших місць серед найкращих пам'ятників англійської архітектури.
Теоретичні праці Гіббса, за свідченням сучасників, стали найбільш популярними книгами з архітектури, а його навчальний посібник з успіхом використовувався ще в XIX столітті.